# Peruánská hymna
Hymna Peru (španělsky Himno Nacional del Perú) je státním symbolem jihoamerického státu. Hudbu složil José Bernardo Alcedo. Autorem slov je José de la Torre Ugarte. Hymna byla přijata na základě veřejné soutěže k příležitosti vyhlášení nezávislosti Peru v roce 1821.

## Text hymny
Refrén:
Somos libres
seámoslo siempre, seámoslo siempre
y antes niegue sus luces
sus luces, sus luces el Sol!
Que faltemos al voto solemne
que la patria al Eterno elevó,
Que faltemos al voto solemne
que la patria al Eterno elevó.
Que faltemos al voto solemne
que la patria al Eterno elevó.
VII.
En su cima los Andes sostengan
la bandera o pendón bicolor,
que a los siglos anuncie el esfuerzo
que ser libres, que ser libres
que ser libres por siempre nos dio.
A su sombra vivamos tranquilos,
y al nacer por sus cumbres el sol,
renovemos el gran juramento
que rendimos, que rendimos
que rendimos al Dios de Jacob,
que rendimos al Dios de Jacob, al Dios del Jacob...
Refrén